# Plastic Hearts
Plastic Hearts – siódmy album amerykańskiej piosenkarki Miley Cyrus, wydany 27 listopada 2020 roku nakładem wytwórni RCA Records. Album nosił pierwotnie tytuł She Is Miley Cyrus i miał zostać wydany w 2019 roku, jednak rozwód Cyrus z Liamem Hemsworthem, operacja strun głosowych oraz pandemia COVID-19 spowodowały znaczne przesunięcie premiery płyty. Główny singiel z albumu „Midnight Sky” został wydany 14 sierpnia 2020 roku i uzyskał status platynowej płyty w Polsce. Kolejnym utworem promującym krążek została piosenka „Prisoner”, nagrana z gościnnym udziałem Dua Lipy. Trzecim singlem, wydanym 8 marca, została piosenka „Angels Like You”.
Dzięki sprzedaży 60 tysięcy egzemplarzy w pierwszym tygodniu od premiery, krążek zadebiutował na 2 miejscu notowania Billboard 200. W Polsce dotarł do 11 miejsca na liście OLiS.

## Lista utworów
| Nr  | Tytuł utworu                            | Autorzy                                                                                         | Produkcja                      | Długość |
| --- | --------------------------------------- | ----------------------------------------------------------------------------------------------- | ------------------------------ | ------- |
| 1.  | „WTF Do I Know”                         | Miley Cyrus, Ryan Tedder, Alexandra Tamposi, Andrew Wotman, Louis Bell                          | Watt, Bell                     | 2:51    |
| 2.  | „Plastic Hearts”                        | Cyrus, Tedder, Tamposi, Wotman, Bell                                                            | Watt, Bell                     | 3:25    |
| 3.  | „Angels Like You”                       | Cyrus, Tedder, Tamposi, Wotman, Bell                                                            | Watt, Bell                     | 3:16    |
| 4.  | „Prisoner” (featuring Dua Lipa)         | Cyrus, Jonathan Bellion, Tamposi, Wotman, Jordan K. Johnson, Stefan Johnson, Marcus Lomax, Lipa | Watt, The Monsters & Strangerz | 2:49    |
| 5.  | „Gimme What I Want”                     | Cyrus, Majid Al-Maskati, Tamposi, Wotman, Bell                                                  | Watt, Bell                     | 2:31    |
| 6.  | „Night Crawling” (featuring Billy Idol) | Cyrus, Tedder, Michael Pollack, Tamposi, Wotman, Nathan Perez, Idol                             | Watt, Happy Perez              | 3:09    |
| 7.  | „Midnight Sky”                          | Cyrus, Tamposi, Wotman, Ilsey Juber, Bellion, Bell                                              | Watt, Bell                     | 3:43    |
| 8.  | „High”                                  | Cyrus, Jennifer Decilveo, Caitlyn Smith                                                         | Mark Ronson                    | 3:16    |
| 9.  | „Hate Me”                               | Cyrus, Tamposi, Wotmann, Bell                                                                   | Watt, Bell                     | 2:37    |
| 10. | „Bad Karma” (featuring Joan Jett)       | Cyrus, Juber                                                                                    | Ronson                         | 3:08    |
| 11. | „Never Be Me”                           | Cyrus, Juber, Ronson                                                                            | Ronson                         | 3:35    |
| 12. | „Golden G String”                       | Cyrus, Andrew Wyatt                                                                             | Watt                           | 3:55    |
|     |                                         |                                                                                                 |                                | 38:15   |

## Notowania i certyfikaty
| Lista przebojów (2020–21)           | Najwyższa pozycja |
| ----------------------------------- | ----------------- |
| Australia (ARIA Charts)             | 3                 |
| Austria (Ö3 Austria Top 40)         | 8                 |
| Belgia (Ultratop Flandria)          | 7                 |
| Belgia (Ultratop Walonia)           | 19                |
| Czechy (ČNS IFPI)                   | 14                |
| Dania (Album Top-40)                | 16                |
| Finlandia (Suomen virallinen lista) | 7                 |
| Francja (SNEP)                      | 42                |
| Hiszpania (PROMUSICAE)              | 4                 |
| Holandia (MegaCharts)               | 9                 |
| Irlandia (IRMA)                     | 3                 |
| Kanada (Billboard Canadian Albums)  | 1                 |
| Litwa (AGATA)                       | 3                 |
| Niemcy (Offizielle Deutsche Charts) | 15                |
| Norwegia (VG-Lista)                 | 5                 |
| Nowa Zelandia (Recorded Music NZ)   | 2                 |
| Polska (OLiS)                       | 11                |
| Portugalia (AFP)                    | 9                 |
| Stany Zjednoczone (Billboard 200)   | 2                 |
| Szwajcaria (Alben Top 100)          | 4                 |
| Szwecja (Sverigetopplistan)         | 12                |
| Węgry (MAHASZ)                      | 35                |
| Wielka Brytania (OCC)               | 4                 |
| Włochy (FIMI)                       | 9                 |

| Kraj                          | Certyfikat         | Sprzedaż |
| ----------------------------- | ------------------ | -------- |
| Brazylia (Pro-Música Brasil)  | platynowa płyta    | 40 000+  |
| Dania (IFPI Danmark)          | złota płyta        | 10 000+  |
| Norwegia (IFPI Norway)        | złota płyta        | 10 000+  |
| Nowa Zelandia (RMNZ)          | złota płyta        | 7 500+   |
| Polska (ZPAV)                 | 2x platynowa płyta | 40 000+  |
| Szwajcaria (IFPI Switzerland) | złota płyta        | 10 000+  |
| Wielka Brytania (BPI)         | złota płyta        | 100 000+ |